# 나나 (2005년 영화)
나나(Nana)는 일본에서 제작된 오오타니 켄타로 감독의 2005년 드라마 영화이다. 나카시마 미카 등이 주연으로 출연하였고 쿠보타 오사무 등이 제작에 참여하였다.

## 출연

### 주연
- 나카시마 미카
- 미야자키 아오이

### 조연
- 마츠다 류헤이
- 나리미야 히로키
- 히라오카 유타
- 이토 유나
- 마츠야마 켄이치
- 타마야마 테츠지

## 제작진
- 원작자: 야자와 아이